# Pieczęć urzędowa (Polska)
Pieczęć urzędowa – metalowa, tłoczona pieczęć okrągła zawierająca pośrodku wizerunek orła ustalony dla godła Rzeczypospolitej Polskiej, a w otoku napis odpowiadający nazwie podmiotu uprawnionego do używania urzędowej pieczęci. Urzędową pieczęcią gminy, powiatu, samorządu województwa lub związku jednostek samorządu terytorialnego może być również pieczęć zawierająca pośrodku, zamiast wizerunku orła ustalonego dla godła Rzeczypospolitej Polskiej, odpowiednio herb gminy, powiatu lub województwa. Odcisk pieczęci z herbem nie może być umieszczany na dokumentach urzędowych w sprawach z zakresu administracji rządowej.

## Zastosowanie
Pieczęci urzędowej używają:
- organy władzy państwowej
- organy administracji rządowej
- gminy, związki międzygminne oraz ich organy
- powiaty, związki powiatów oraz ich organy
- związki powiatowo-gminne oraz ich organy
- związki metropolitalne i ich organy
- samorządy województw oraz ich organy
- sądy, prokuratury i komornicy sądowi
- samorządowe kolegia odwoławcze
- regionalne izby obrachunkowe
- jednostki organizacyjne Sił Zbrojnych Rzeczypospolitej Polskiej
- jednostki organizacyjne Policji, Straży Granicznej, Krajowej Administracji Skarbowej, Państwowej Straży Pożarnej i Obrony Cywilnej Kraju
- jednostki organizacyjne Służby Więziennej
- szkoły  publiczne, szkoły niepubliczne o uprawnieniach szkół publicznych, uczelnie publiczne, uczelnie niepubliczne oraz federacje podmiotów systemu szkolnictwa wyższego i nauki
- inne podmioty, jeżeli przepisy szczególne uprawniają je do używania wizerunku orła[2].

Pieczęć urzędowa używana jest do uwierzytelniania dokumentów szczególnej wagi (stanowiących podstawę do podjęcia określonych czynności prawnych), takich jak na przykład: decyzje administracyjne, świadectwa szkolne, tytuły wykonawcze. Zgodnie z powszechnym zwyczajem kancelaryjnym – pieczęć urzędową umieszcza się pod tekstem pisma na środku, czyli w tak zwanym miejscu pieczęci (m.p.), a pieczątkę podpisową i podpis na prawo od tego miejsca. Jeśli pismo jest małej wagi – miejsce pieczęci pozostaje puste, a pieczątkę podpisową i podpis umieszcza się po prawej stronie tego pustego miejsca.
Pieczęcie urzędowe mogą mieć różne średnice, z których najpowszechniej stosowana jest średnica 36 mm. Szczególną odmianą pieczęci urzędowej jest pieczęć legitymacyjna o średnicy 20 mm.

## Monopol Mennicy Polskiej i jego ochrona
Monopol na wytwarzanie pieczęci urzędowych posiada od 1927 r. Mennica Polska. Kodeks wykroczeń zapewnia w art. 68 ochronę tego monopolu, stanowiąc że:

Art. 68. § 1. Kto bez właściwego zamówienia wyrabia pieczęć, godło lub znak instytucji państwowej, samorządowej albo organizacji społecznej lub też taką pieczęć, godło lub znak wydaje osobie nieupoważnionej do odbioru, podlega karze grzywny.
§ 2. Tej samej karze podlega, kto bezprawnie posiada, zamawia lub nabywa taką pieczęć.
§ 3. W razie popełnienia wykroczenia określonego w § 1 lub 2 pieczęć, godło lub znak podlegają przepadkowi.

Pieczęć urzędową należy przechowywać w żelaznej szafie lub kasetce pod pieczą wyznaczonego pracownika jednostki organizacyjnej, a o jej utracie zawiadomić niezwłocznie jednostkę bezpośrednio przełożoną, Mennicę Polską oraz Policję lub prokuraturę.

## Przykłady pieczęci urzędowych

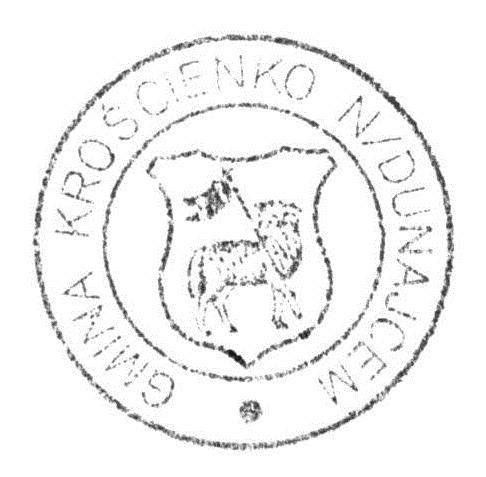
Urzędowa pieczęć gminy Krościenko nad Dunajcem
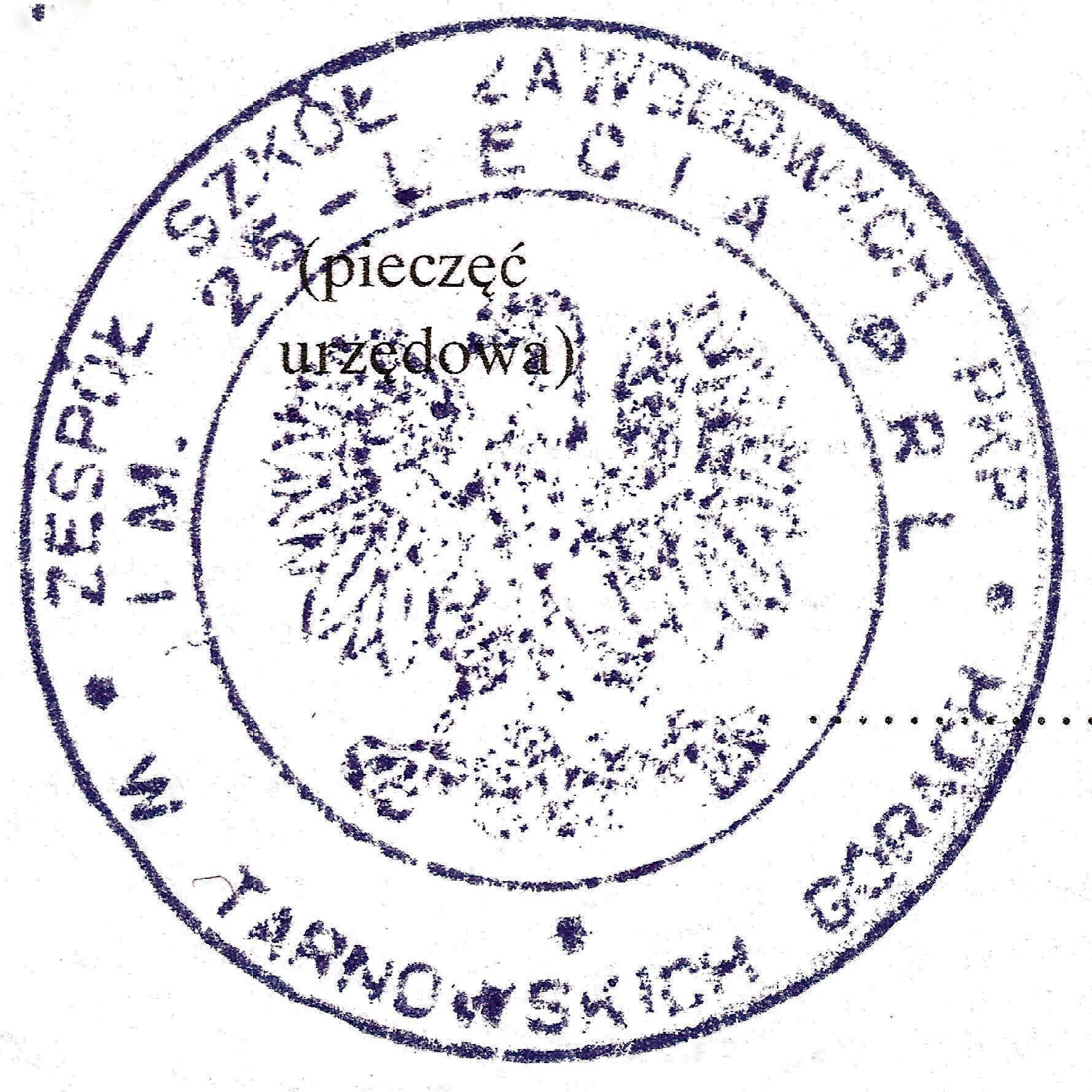
Pieczęć urzędowa ZSZ PKP w Tarnowskich Górach, która widniała na świadectwach szkolnych jeszcze w 1996 roku
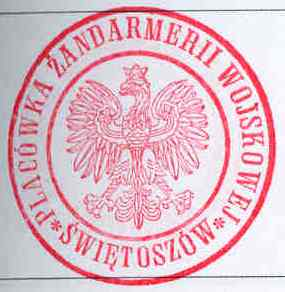
Pieczęć urzędowa Placówki Żandarmerii Wojskowej w Świętoszowie